# Антропофобија
Антропофобија или антрофобија (буквално "страх од људи", од грчких речи άνθρωπος, ánthropos, "човек" и φόβος, phóbos, "страх"), такође се назива и фобија од међуљудских односа, или социјална фобија, патолошки је страх од људи или људског друштва.
Антропофобија је екстремна, патолошка форма стидљивости и бојажљивости. Како је облик друштвене фобије, може се манифестовати као страх од црвењења или хватања нечијег погледа, неугодности и узнемирености када се појављује у друштву, итд. Специфични јапански културни облик познат је као taijin kyofusho.
Антропофобија се најбоље може дефинисати као страх од људи у гомили, али се може појавити и као страх од једне особе. Услови се разликују у зависности од особе. Неки случајеви су благи и могу се контролисати, док неки озбиљнији случајеви могу довести до потпуног друштвеног повлачења и коришћења искључиво писане или електронске комуникације.